# Park Bo-ram
Park Bo-ram (박보람?, Bak Bo-ramLR, Pak Po-ramMR; Chuncheon, 1º marzo 1994 – Guri, 11 aprile 2024) è stata una cantante sudcoreana.

## Biografia
Park Bo-ram nacque a Chuncheon il 1° marzo 1994.
All'età di 16 anni nel 2010 partecipò al programma di audizione di Mnet Superstar K2. Arrivò alla finale TOP 8 e in seguito firmò come tirocinante con la Jellyfish Entertainment. Dopo essere passata agli MMO, pubblicò il singolo Pretty nell'agosto 2014 e fece il suo debutto ufficiale su Inkigayo di SBS TV.
Morì a Guri l'11 aprile 2024, dopo essere stata ricoverata in ospedale per un malore improvviso, all'età di 30 anni.

## Discografia

### EP
- 2015 – Celepretty
- 2017 – Orange Moon

## Riconoscimenti
| Anno | Eventi                   | Premio                        | Ricevente   | Risultato       |
| ---- | ------------------------ | ----------------------------- | ----------- | --------------- |
| 2014 | Circle Chart K-Pop Award | Artista dell'anno (agosto)    | "Beautiful" | Vincitore/trice |
| 2014 | Circle Chart K-Pop Award | Artista dell'anno (settembre) | "Beautiful" | Candidato/a     |
| 2014 | Mnet Asian Music Awards  | Miglior nuovo artista         | Park Bo-ram | Candidato/a     |
| 2014 | MelOn Music Awards       | Miglior nuovo artista         | Park Bo-ram | Candidato/a     |
| 2015 | Golden Disk Awards       | Daesang                       | "Beautiful" | Candidato/a     |
| 2015 | Golden Disk Awards       | Miglior nuovo artista         | Park Bo-ram | Candidato/a     |